# Olympische Geschichte Bosnien-Herzegowinas
| Gelbes Symbol für Goldmedaillen mit stilisierten Olympischen Ringen | Graues Symbol für Silbermedaillen mit stilisierten Olympischen Ringen | Braundes Symbol für Bronzemedaillen mit stilisierten Olympischen Ringen |
| ------------------------------------------------------------------- | --------------------------------------------------------------------- | ----------------------------------------------------------------------- |
| —                                                                   | —                                                                     | —                                                                       |

Das NOK Bosnien und Herzegowinas, das Olimpijski Komitet Bosne i Hercegovine, wurde 1992 gegründet und 1993 vom IOC anerkannt. Das Land nimmt seit 1992 an Olympischen Sommerspielen und seit 1994 an Olympischen Winterspielen teil. Medaillen konnten bislang nicht gewonnen werden.
Bevor Bosnien und Herzegowina unabhängig wurde, nahmen Sportler des Landes in der Mannschaft Jugoslawiens an Olympischen Spielen teil. Jugendliche Athleten nahmen an allen bislang ausgetragenen Olympischen Jugendspielen (Sommer und Winter) teil.

## Allgemeine Übersicht

### Sommerspiele

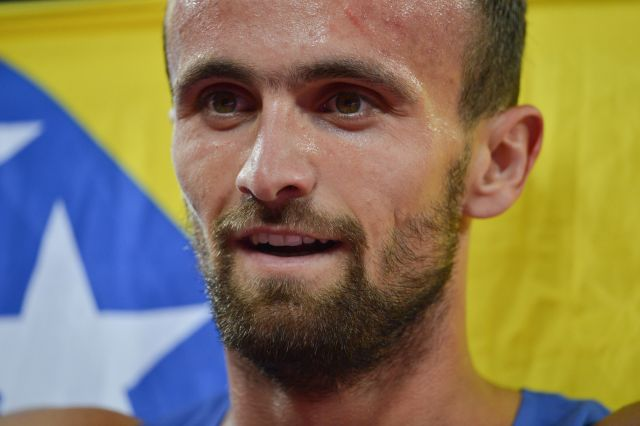
Amel Tuka, Fahnenträger 2016

Die erste Olympiamannschaft des Landes ging in Barcelona 1992 an den Start. Die zehn Athleten gingen in der Leichtathletik, Schwimmen, Gewichtheben, Judo, Schießen und Kanusport an den Start. Am 26. Juli 1992 wurde die Sportschützin Miriana Jovović die erste Olympionikin. Der erste männliche Teilnehmer war einen Tag später der Schwimmer Janko Goiković.
Bei folgenden Sommerspielen nahmen bosnische Sportler in den Sportarten Tischtennis und Ringen (ab 1996) sowie Taekwondo und Tennis (ab 2004) teil.
Beim olympischen Turnier von Sydney 2000 erreichte der Schütze Nedžad Fazlija das Finale mit der Luftpistole und wurde Sechster.

### Winterspiele

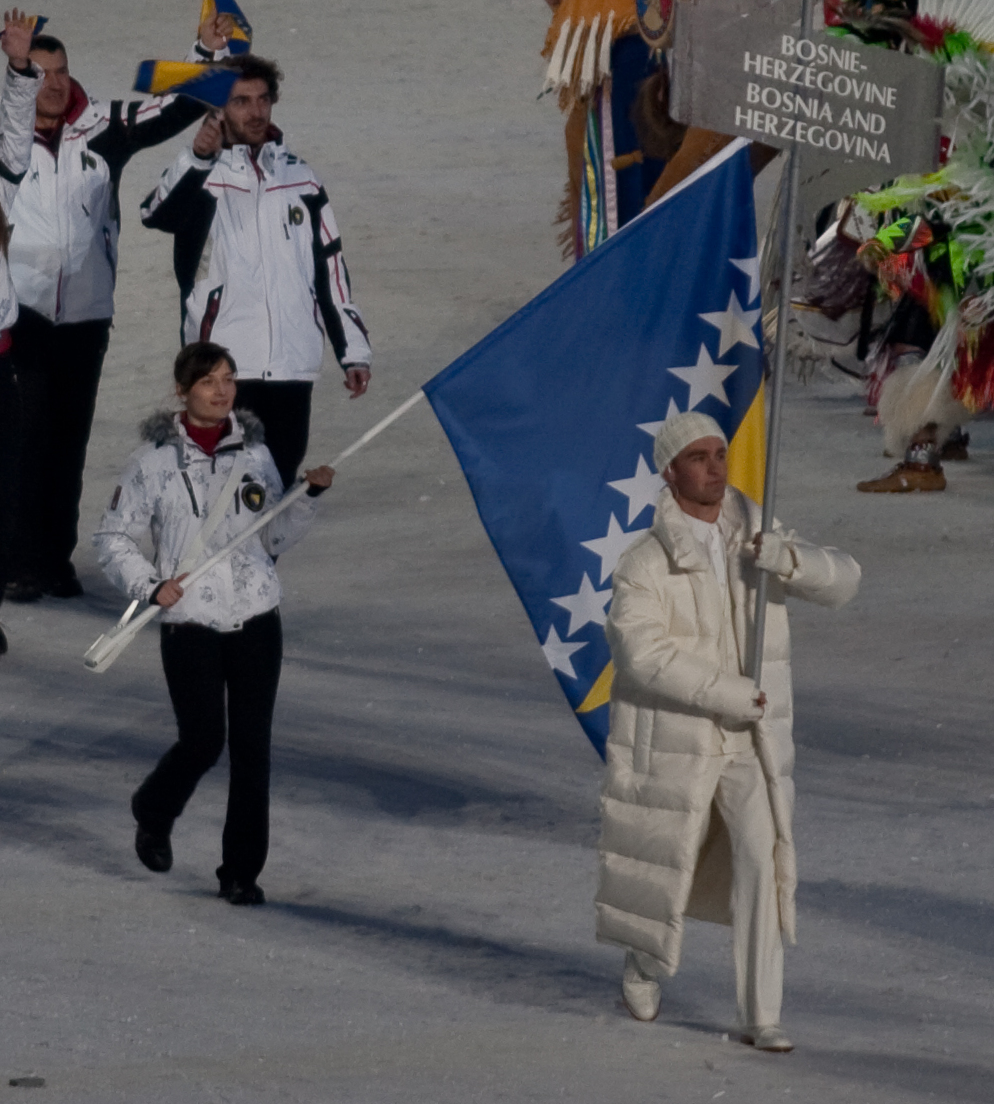
Einmarsch der Athleten 2010 mit der Fahnenträgerin Žana Novaković

1994 nahm Bosnien und Herzegowina erstmals an Winterspielen teil. In Lillehammer starteten alpine Skirennläufer, Skilangläufer, Bobfahrer und Rodler. Erster Winter-Olympionike war am 13. Februar 1994 der Rodler Nedžad Lomigora. Zwei Tage später ging mit der Rodlerin Verona Marianović die erste Frau des Landes bei Winterspielen an den Start. 2006 nahm erstmals ein bosnischer Biathlet teil.

### Jugendspiele

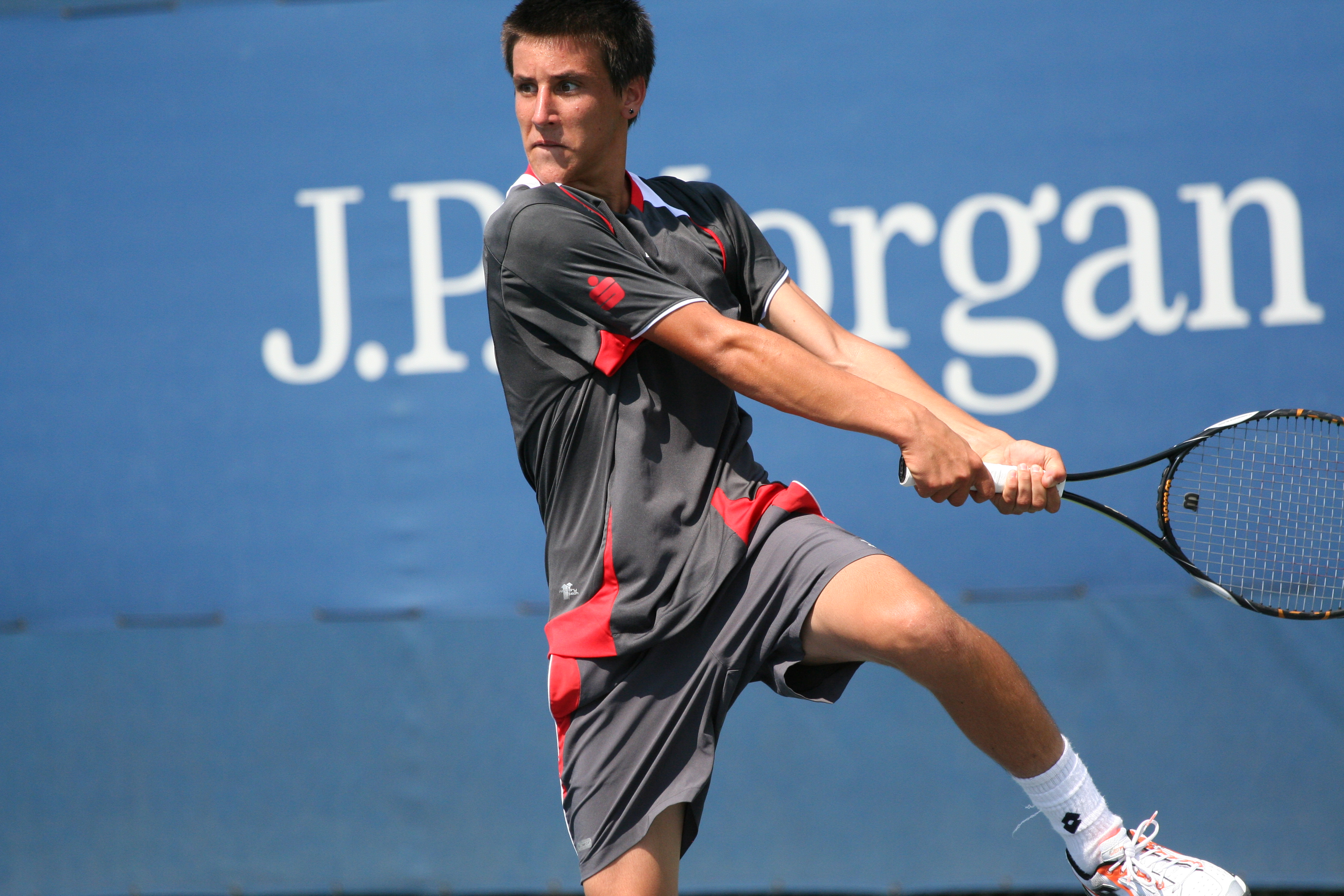
Damir Džumhur, Bronze 2010

Mit fünf Jugendlichen, drei Jungen und zwei Mädchen, nahm Bosnien und Herzegowina an den Jugend-Sommerspielen 2010 in Singapur teil. Die Athleten traten in den Sportarten Leichtathletik, Schwimmen, Judo und Tennis an. Der Tennisspieler Damir Džumhur gewann Bronze im Jungeneinzel. Eine weitere Bronzemedaille, die jedoch nicht in der Medaillenbilanz des Landes berücksichtigt wurde, gewann der Judoka Eldin Omerović. Der Halbschwergewichtler gewann diese Medaille als Mitglied der gemischten Mannschaft Cairo.
2014 in Nanjing nahmen sechs Jugendliche, drei Jungen und drei Mädchen, teil. Sie traten in den Sportarten Leichtathletik, Schwimmen, Judo und Taekwondo an. Die Judoka Aleksandra Samardžić gewann Silber im Schwergewicht.
Bei den Jugend-Winterspielen 2012 in Innsbruck waren vier Jugendliche, drei Jungen und ein Mädchen, dabei. Sie nahmen im alpinen Skirennsport, Skilanglauf und Rodeln teil. 2016 in Lillehammer traten fünf Jugendliche, zwei Jungen und drei Mädchen, im alpinen Skirennsport, Skilanglauf und Biathlon an.

## Übersicht der Teilnahmen

### Sommerspiele
| Jahr      | Athleten                                        | Athleten                                        | Athleten                                        | Sportarten                                      | Sportarten                                      | Sportarten                                      | Sportarten                                      | Sportarten                                      | Sportarten                                      | Sportarten                                      | Sportarten                                      | Sportarten                                      | Sportarten                                      | Medaillen                                       | Medaillen                                       | Medaillen                                       | Medaillen                                       | Rang                                            |
| Jahr      | ∑                                               |                                                 |                                                 |                                                 |                                                 |                                                 |                                                 |                                                 |                                                 |                                                 |                                                 |                                                 |                                                 |                                                 |                                                 |                                                 | Medaillen – Gesamt                              | Rang                                            |
| --------- | ----------------------------------------------- | ----------------------------------------------- | ----------------------------------------------- | ----------------------------------------------- | ----------------------------------------------- | ----------------------------------------------- | ----------------------------------------------- | ----------------------------------------------- | ----------------------------------------------- | ----------------------------------------------- | ----------------------------------------------- | ----------------------------------------------- | ----------------------------------------------- | ----------------------------------------------- | ----------------------------------------------- | ----------------------------------------------- | ----------------------------------------------- | ----------------------------------------------- |
| 1896–1912 | Teil von Österreich-Ungarn - nicht teilgenommen | Teil von Österreich-Ungarn - nicht teilgenommen | Teil von Österreich-Ungarn - nicht teilgenommen | Teil von Österreich-Ungarn - nicht teilgenommen | Teil von Österreich-Ungarn - nicht teilgenommen | Teil von Österreich-Ungarn - nicht teilgenommen | Teil von Österreich-Ungarn - nicht teilgenommen | Teil von Österreich-Ungarn - nicht teilgenommen | Teil von Österreich-Ungarn - nicht teilgenommen | Teil von Österreich-Ungarn - nicht teilgenommen | Teil von Österreich-Ungarn - nicht teilgenommen | Teil von Österreich-Ungarn - nicht teilgenommen | Teil von Österreich-Ungarn - nicht teilgenommen | Teil von Österreich-Ungarn - nicht teilgenommen | Teil von Österreich-Ungarn - nicht teilgenommen | Teil von Österreich-Ungarn - nicht teilgenommen | Teil von Österreich-Ungarn - nicht teilgenommen | Teil von Österreich-Ungarn - nicht teilgenommen |
| 1920–1988 | Teilnahme in der jugoslawischen Mannschaft      | Teilnahme in der jugoslawischen Mannschaft      | Teilnahme in der jugoslawischen Mannschaft      | Teilnahme in der jugoslawischen Mannschaft      | Teilnahme in der jugoslawischen Mannschaft      | Teilnahme in der jugoslawischen Mannschaft      | Teilnahme in der jugoslawischen Mannschaft      | Teilnahme in der jugoslawischen Mannschaft      | Teilnahme in der jugoslawischen Mannschaft      | Teilnahme in der jugoslawischen Mannschaft      | Teilnahme in der jugoslawischen Mannschaft      | Teilnahme in der jugoslawischen Mannschaft      | Teilnahme in der jugoslawischen Mannschaft      | Teilnahme in der jugoslawischen Mannschaft      | Teilnahme in der jugoslawischen Mannschaft      | Teilnahme in der jugoslawischen Mannschaft      | Teilnahme in der jugoslawischen Mannschaft      | Teilnahme in der jugoslawischen Mannschaft      |
| 1992      | 10                                              | 6                                               | 4                                               | 1                                               | 1                                               | 1                                               | 4                                               |                                                 | 1                                               | 2                                               |                                                 |                                                 |                                                 |                                                 |                                                 |                                                 |                                                 |                                                 |
| 1996      | 9                                               | 7                                               | 2                                               |                                                 | 1                                               | 1                                               | 2                                               | 1                                               | 1                                               | 2                                               |                                                 |                                                 | 1                                               |                                                 |                                                 |                                                 |                                                 |                                                 |
| 2000      | 9                                               | 7                                               | 2                                               |                                                 | 1                                               |                                                 | 4                                               |                                                 | 2                                               | 2                                               |                                                 |                                                 |                                                 |                                                 |                                                 |                                                 |                                                 |                                                 |
| 2004      | 9                                               | 7                                               | 2                                               |                                                 | 1                                               | 1                                               | 2                                               |                                                 | 1                                               | 1                                               | 1                                               | 1                                               | 1                                               |                                                 |                                                 |                                                 |                                                 |                                                 |
| 2008      | 5                                               | 4                                               | 1                                               |                                                 | 1                                               |                                                 | 2                                               |                                                 | 1                                               | 1                                               |                                                 |                                                 |                                                 |                                                 |                                                 |                                                 |                                                 |                                                 |
| 2012      | 6                                               | 4                                               | 2                                               |                                                 | 1                                               |                                                 | 2                                               |                                                 | 1                                               | 2                                               |                                                 |                                                 |                                                 |                                                 |                                                 |                                                 |                                                 |                                                 |
| 2016      | 11                                              | 7                                               | 4                                               |                                                 | 1                                               |                                                 | 5                                               |                                                 | 1                                               | 2                                               |                                                 | 2                                               |                                                 |                                                 |                                                 |                                                 |                                                 |                                                 |
| 2020      | 7                                               | 4                                               | 3                                               |                                                 | 1                                               |                                                 | 2                                               |                                                 | 1                                               | 2                                               | 1                                               |                                                 |                                                 |                                                 |                                                 |                                                 |                                                 |                                                 |
| 2024      | 5                                               | 2                                               | 3                                               |                                                 | 2                                               |                                                 | 1                                               |                                                 |                                                 | 2                                               |                                                 |                                                 |                                                 |                                                 |                                                 |                                                 |                                                 |                                                 |
| Gesamt    | Gesamt                                          | Gesamt                                          | Gesamt                                          | Gesamt                                          | Gesamt                                          | Gesamt                                          | Gesamt                                          | Gesamt                                          | Gesamt                                          | Gesamt                                          | Gesamt                                          | Gesamt                                          | Gesamt                                          | 0                                               | 0                                               | 0                                               | 0                                               |                                                 |

### Winterspiele
| Jahr      | Athleten                                   | Athleten                                   | Athleten                                   | Sportarten                                 | Sportarten                                 | Sportarten                                 | Sportarten                                 | Sportarten                                 | Medaillen                                  | Medaillen                                  | Medaillen                                  | Medaillen                                  | Rang                                       |
| Jahr      | ∑                                          |                                            |                                            |                                            |                                            |                                            |                                            |                                            |                                            |                                            |                                            | Medaillen – Gesamt                         | Rang                                       |
| --------- | ------------------------------------------ | ------------------------------------------ | ------------------------------------------ | ------------------------------------------ | ------------------------------------------ | ------------------------------------------ | ------------------------------------------ | ------------------------------------------ | ------------------------------------------ | ------------------------------------------ | ------------------------------------------ | ------------------------------------------ | ------------------------------------------ |
| 1924–1988 | Teilnahme in der jugoslawischen Mannschaft | Teilnahme in der jugoslawischen Mannschaft | Teilnahme in der jugoslawischen Mannschaft | Teilnahme in der jugoslawischen Mannschaft | Teilnahme in der jugoslawischen Mannschaft | Teilnahme in der jugoslawischen Mannschaft | Teilnahme in der jugoslawischen Mannschaft | Teilnahme in der jugoslawischen Mannschaft | Teilnahme in der jugoslawischen Mannschaft | Teilnahme in der jugoslawischen Mannschaft | Teilnahme in der jugoslawischen Mannschaft | Teilnahme in der jugoslawischen Mannschaft | Teilnahme in der jugoslawischen Mannschaft |
| 1992      | nicht teilgenommen                         | nicht teilgenommen                         | nicht teilgenommen                         | nicht teilgenommen                         | nicht teilgenommen                         | nicht teilgenommen                         | nicht teilgenommen                         | nicht teilgenommen                         | nicht teilgenommen                         | nicht teilgenommen                         | nicht teilgenommen                         | nicht teilgenommen                         | nicht teilgenommen                         |
| 1994      | 10                                         | 8                                          | 2                                          |                                            | 5                                          | 2                                          | 2                                          | 1                                          |                                            |                                            |                                            |                                            |                                            |
| 1998      | 8                                          | 7                                          | 1                                          |                                            | 5                                          | 1                                          | 2                                          |                                            |                                            |                                            |                                            |                                            |                                            |
| 2002      | 2                                          | 2                                          | 0                                          |                                            |                                            |                                            | 2                                          |                                            |                                            |                                            |                                            |                                            |                                            |
| 2006      | 6                                          | 3                                          | 3                                          | 2                                          |                                            |                                            | 2                                          | 2                                          |                                            |                                            |                                            |                                            |                                            |
| 2010      | 5                                          | 2                                          | 3                                          | 1                                          |                                            |                                            | 3                                          | 2                                          |                                            |                                            |                                            |                                            |                                            |
| 2014      | 5                                          | 3                                          | 2                                          | 1                                          |                                            |                                            | 3                                          | 2                                          |                                            |                                            |                                            |                                            |                                            |
| 2018      | 4                                          | 2                                          | 2                                          |                                            |                                            |                                            | 2                                          | 2                                          |                                            |                                            |                                            |                                            |                                            |
| 2022      | 6                                          | 3                                          | 3                                          |                                            |                                            | 1                                          | 3                                          | 2                                          |                                            |                                            |                                            |                                            |                                            |
| Gesamt    | Gesamt                                     | Gesamt                                     | Gesamt                                     | Gesamt                                     | Gesamt                                     | Gesamt                                     | Gesamt                                     | Gesamt                                     | 0                                          | 0                                          | 0                                          | 0                                          |                                            |

## Liste der Medaillengewinner

### Goldmedaillen
Bislang (Stand 2024) keine Goldmedaillen

### Silbermedaillen
Bislang (Stand 2024) keine Silbermedaillen

### Bronzemedaillen
Bislang (Stand 2024) keine Bronzemedaillen